# Fritz Feierabend
Fritz Feierabend, né le 29 juin 1908 à Engelberg et mort le 25 novembre 1978 à Stans, est un bobeur suisse qui a concouru du milieu des années 1930 aux milieux des années 1950. Participant à trois éditions des Jeux olympiques d'hiver, il gagne cinq médailles dont trois en argent et deux en bronze.
Feierabend gagne également douze médailles lors des Championnats du monde FIBT dont six en or, trois en argent et trois en bronze.

## Palmarès

### Jeux Olympiques
- Médaille d'argent aux Jeux olympiques d'hiver de 1936 à Garmisch-Partenkirchen en Allemagne en bobsleigh dans l'épreuve du bob à deux
- Médaille d'argent aux Jeux olympiques d'hiver de 1936 à Garmisch-Partenkirchen en Allemagne dans l'épreuve du bob à quatre
- Médaille d'argent aux Jeux olympiques d'hiver de 1948 à Saint-Moritz en Suisse  dans l'épreuve du bob à deux
- Médaille de bronze aux Jeux olympiques d'hiver de 1952 à Oslo en Norvège dans l'épreuve du bob à deux
- Médaille de bronze aux Jeux olympiques d'hiver de 1952 à Oslo en Norvège dans l'épreuve du bob à quatre

### Championnats monde
- Médaille d'or dans l'épreuve du bob à deux lors des championnats de 1947, de 1950 et de 1955.
- Médaille d'or dans l'épreuve du bob à quatre lors des championnats de 1939, de 1947 et de 1954.
- Médaille d'argent dans l'épreuve de bob à deux lors des championnats de 1949.
- Médaille d'argent dans l'épreuve de bob à quatre lors des championnats de 1950 et de 1955.
- Médaille de bronze dans l'épreuve de bob à deux lors des championnats de 1938.
- Médaille de bronze dans l'épreuve de bob à quatre lors des championnats de 1935 et de 1949.